# Real Madrid Castilla
Real Madrid Castilla rezervna je momčad Real Madrida koja igra u španjolskoj 2. ligi. Igraju na stadionu Alfreda di Stefana, popularno zvanom Valdebebas, prema parku u kojem se nalazi.
U Španjolskoj nogometnoj ligi postoje pravila kojima se određuju rezervne momčadi. One ne mogu igrati u kupu, niti u istoj ligi kao i seniorska momčad. Nemaju također pravo na zasebno ime, drugačije od naziva seniorskog kluba. Dozvoljeni su tek neki nadimci i sl. U rezervnim momčadima, inače, mogu iz seniorske momčadi doći U23 i U25 igrači s profesionalnim ugovorom, te juniori.

## Povijest

### AD Plus Ultra
Klub je osnovan 1930. kao Agrupación Deportiva Plus Ultra i bili su amateri. Osamnaest godina kasnije, 1948. sklapaju ugovor s Realom i postaju njihova B momčad. Real je obećao financijsku pomoć, a Castilla je svoje ponajbolje igrače prepuštala seniorskoj momčadi. Godine 1949. momčad je odigrala prvu utakmicu u Segundi, a od 1952. su službeno Realova B momčad. Godine 1959. stižu do četvrtfinala Kupa kralja, no ondje gube od Granade. U pedesetima i šezdesetima postaju pravi "rasadnik" dobrih nogometaša koji su kasnije igrali za Real i za Španjolsku. 

### Castilla CF
Od 21. srpnja 1972. službeno se nazivaju Castilla CF.  Tada je trajalo "zlatno doba kluba". Naime, tada su se rezervne momčadi mogle natjecati još u Kupu kralja. U sezone 1979./80. Castilla dolazi do finala. Na putu do najvećeg uspjeha došli su preko četiri prvoligaške momčadi. Izbacuju Hercules, Athletic Bilbao, Real Sociedad i Sporting Gijon. Potonje dvije su te godine završile u Primeri kao druga i treća, dok je prvi bio Real. U tadašnjem finalu Castilla je zapala protiv svoje seniorske momčadi, Reala iz Madrida. Pružili su dobru igru, ali su od moćnog "velikog brata" izgubili sa 6:1. To je jedini slučaj u povijesti da su A i B momčad igrale neko finale nacionalnog natjecanja. Kada je utakmica završila, kapetani oba tima su skupnoi podigli pehar i s njime napravili počasni krug. Budući da je Real te godine osvojio La Ligu tim finalom su se plasirali u Kup pobjednika kupova. Tamo su izbačeni već u 1. kolu od West Ham Uniteda.
Godine 1984. osvojili su 2. ligu, ali se u rang više nisu plasirali jer je seniorska momčad tamo već igrala. Te su godine u Castilli igrali Emilio Butragueño, Manolo Sanchís, Martín Vazquéz, Míchel i Miguel Pardeza, kasnije poznati kao Quinta del Buitre. U Castilli je kasnijih 80-ih igrao, a od 93. do 95. trenirao Rafael Benitez.

### Real Madrid B
Godine 1991. Španjolski nogometni savez je zabranio posebna imena za rezervne momčadi, pa se Castilla moralo izmijeniti. Otada nose ime Real Madrid B ili Real Madrid Deportiva. Tada u Realovoj školi niču buduće legende kao što su Raúl González, Guti i Iker Casillas te ostali igrači koji su napravili budućnost u ostalim klubovima poput Mate ili Canizaresa. 

### Real Madrid Castilla
U sezoni 2004./05. trener Juan Ramón López Caro uvodi tim u Segundu te ponovno oživljava ime Castilla. Ime se vraća, seli se na novi stadion, a momčad i dalje daje odlične mlade igrače poput Soldada, Arbeloe ili Negreda. U sezoni 2006./07. tim ispada u Segundu B.
Castilla se ponovno vraća u Segudnu u sezoni 2011./12. kada su u doigravanju doslovno "zgazili" momčad Cádiza koju su u dvije utakmice dobili ukupnim rezultatom 8:1.

## Počasti
- Kup kralja
  - Viceprvaci 1980.

- Segunda División
  - Pobjednici (1): 1984.

- Segunda B
  - Pobjednici (4): 1991., 2002., 2005., 2012.

- Tercera División
  - Pobjednici (6): 1949., 1955., 1957., 1964., 1966., 1968.

## Vanjske poveznice
- Real Madrid Castilla Službene stranice kluba
- Futbolme.com profile
- Castilla CF u Europi
- Segunda B Division Table
- Real Madrid Castilla fans  Arhivirana inačica izvorne stranice od 25. studenoga 2010. (Wayback Machine)
- Club & stadium history Estadios de Espana

| Real Madrid C.F.      | Real Madrid C.F. |
| --------------------- | --- |
|                       | |
| Klubovi               | Real Madrid • Real Madrid Castilla • Real Madrid C                                                                            |
|                       | |
| Stadioni i kampovi    | Santiago Bernabéu • Stadion Alfreda di Stéfana • Campo de O'Donnell • Campo de Ciudad Lineal • Chamartín • Ciudad Real Madrid |
|                       | |
| Rivalstvo             | El Clásico • El Madrileño |
|                       | |
| Legendarne generacije | Quinta del Buitre • Yé-yé • Galácticosi                                                                                       |
|                       | |
| Mediji                | Real Madrid TV • Hala Madrid                                                                                                  |
|                       | |
| Povezani članci       | Ultras sur • Kup Santiago Bernabéu • trofeji • predsjednici • statistika • himna • La Fabrica                                 |

| Real Madrid C.F.      | Real Madrid C.F. |
| --------------------- | --- |
|                       | |
| Klubovi               | Real Madrid • Real Madrid Castilla • Real Madrid C                                                                            |
|                       | |
| Stadioni i kampovi    | Santiago Bernabéu • Stadion Alfreda di Stéfana • Campo de O'Donnell • Campo de Ciudad Lineal • Chamartín • Ciudad Real Madrid |
|                       | |
| Rivalstvo             | El Clásico • El Madrileño |
|                       | |
| Legendarne generacije | Quinta del Buitre • Yé-yé • Galácticosi                                                                                       |
|                       | |
| Mediji                | Real Madrid TV • Hala Madrid                                                                                                  |
|                       | |
| Povezani članci       | Ultras sur • Kup Santiago Bernabéu • trofeji • predsjednici • statistika • himna • La Fabrica                                 |